# Oospila hyalina
Oospila hyalina là một loài bướm đêm trong họ Geometridae.